# Stig Einarsson
Stig Einarsson, född 1931 i Hällestads församling i Östergötland, död 2018, var en svensk målare.
Einarsson började som byggnadsmålare, först som anställd och senare som egen företagare. 1979 övergick han till att försörja sig på sitt tavelmåleri. Einarsson arbetade med naturmåleri. Han var bosatt i Finspång.